# Golden Valley (Dakota Północna)
Golden Valley – miasto w Stanach Zjednoczonych, w stanie Dakota Północna, w hrabstwie Mercer.